# غاز الخشب
غاز الخشب وهو إحدى أنواع الغازات التي تسمى غاز التصنيع (غازات مصنعة)، والمعروف أيضا منتج للغاز الطبيعي الذي تنتجه تغويز (بالإنجليزية: gasification)‏ الحراري للكتلة الحيوية من أو غيرها من المواد التي تحتوي على الكربون مثل التحويل إلى غاز الفحم (أو غاز الاستصباح) في توليد الغاز أو الخشب أو منتج للغاز.

## شيء من التاريخ
أول جهاز تغويز للخشب صنعه غوستاف بيشوف في عام 1839، وأول مركبة سارت بواسطة غاز الخشب كانت من صنع توماس هيو باركر عام1901.، حوالي عام1900 كانت العديد من المدن توصل غاز التصنيع للبيوت (عادة من الفحم).

## الاستعمالات
- محركات الاحتراق الداخلي
- التدفئة، الطبخ، الأفران (سواء لإذابة المعادن أو التدفئة المركزية)

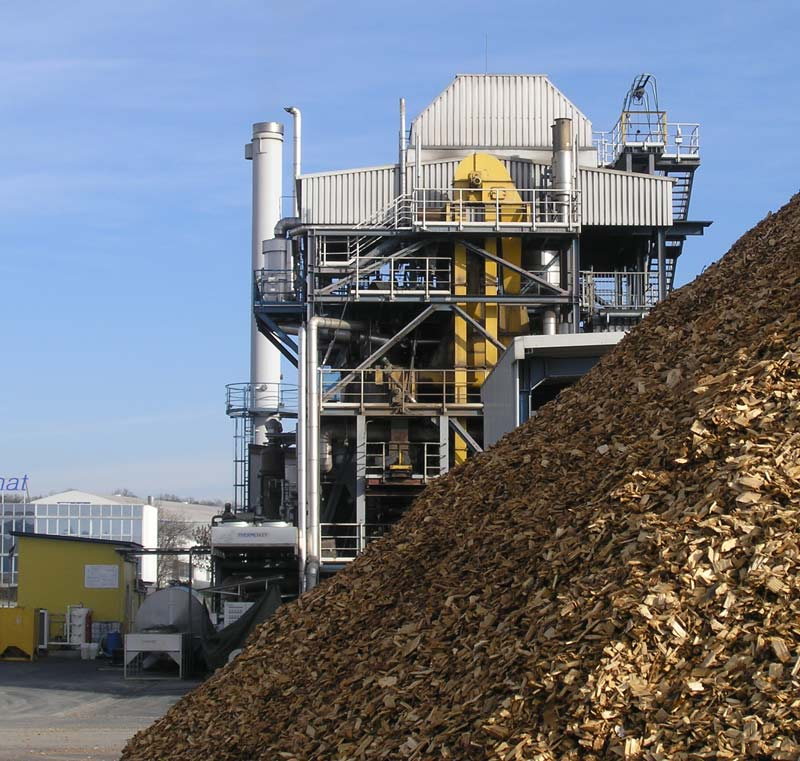
مميعة لكي تحول الخشب إلى غاز في مدينة Güssing، النمسا، وتعمل على رقائق الخشب